# Cocean

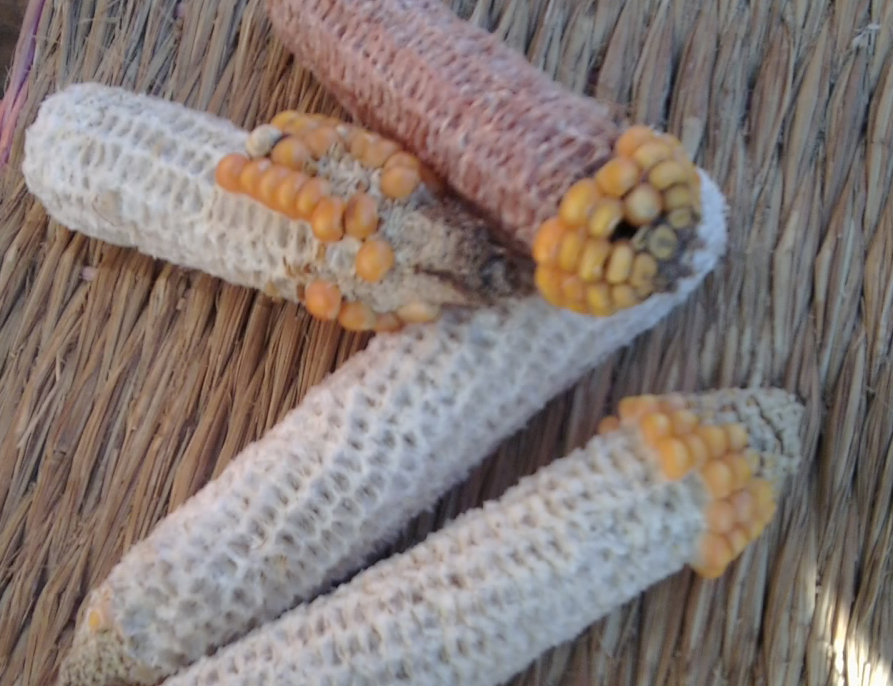
Coceni

Coceanul este partea rămasă din știulete după îndepărtarea pănușilor și a boabelor. Cocenii se folosesc adesea drept combustibil. Un alt sens al termenului cocean este acela de tulpină a porumbului și a altor plante, folosită ca nutreț.